# Bandidus pulchellus
Bandidus pulchellus is een insect uit de familie van de mierenleeuwen (Myrmeleontidae), die tot de orde netvleugeligen (Neuroptera) behoort. 
Bandidus pulchellus is voor het eerst wetenschappelijk beschreven door Esben-Petersen in 1923.